# Marathon (jeu vidéo, 1994)
Pour les articles homonymes, voir Marathon.
Marathon, sorti le 21 décembre 1994, est le premier épisode de la série Marathon et est sorti pour Macintosh uniquement. Il fut suivi par Marathon 2: Durandal en 1995 et Marathon Infinity en 1996.
Marathon était l'un des premiers du genre à apparaître sur Macintosh. Contrairement aux autres FPS de la même époque (comme Doom de id Software), Marathon était doté d'un scénario élaboré (riche en retournements de situation, trahisons...) et d'une ambiance particulière.

## L'histoire
Le jeu place le joueur en 2794 en tant qu'officier de sécurité à bord du vaisseau humain colonial Marathon. De retour d'une mission à l'extérieur il découvre que le vaisseau est envahi par une race d'extraterrestres les Pfhor, sorte d'esclavagistes modernes.
Il doit alors éliminer les extraterrestres afin d'atteindre les ordinateurs de bord pour essayer d'apprendre ce qui s'est passé. Le joueur interagit avec les différentes intelligences artificielles du vaisseau (Leela, Tycho et Durandal) par l'intermédiaire de terminaux. Piratée par les aliens, l'une d'elles, Leela, succombe rapidement et le joueur doit alors se référer à Durandal, une autre intelligence artificielle, pour expulser les envahisseurs et réactiver les défenses du vaisseau.
Malheureusement, Durandal, atteint d'un trouble nommé Rampant, devient complètement fou au fil des niveaux et son discours devient de plus en plus inquiétant. Libérations de prisonniers et réactivations de sections du vaisseau se succèdent alors, à grand renfort d'extermination d'aliens. Après avoir repoussé les aliens du Marathon, Durandal envoie le joueur à bord du vaisseau Pfhor afin de le capturer. Pour cela, le plan est de pousser les S'pht - une race d'alien que les Pfhor retiennent en esclavage à bord - à se rebeller contre leurs maîtres. En se servant du joueur, Durandal réussit à prendre le contrôle du vaisseau et à vaincre les Pfhor, tout en récupérant les S'pht comme alliés. Les S'pht seront une aide très précieuse lors de la suite des événements, notamment dans Marathon 2.